# Lord Camber’s Ladies
Lord Camber’s Ladies ist ein britisches Filmdrama des Regisseurs Benn W. Levy von 1932. Er basiert auf dem Bühnenstück The Case of Lady Camber von Horace Annesley Vachell, das für den Film adaptiert wurde. Lord Camber’s Ladies ist der einzige Kinofilm, den der Filmregisseur Alfred Hitchcock produzierte, ohne ihn selbst als Regisseur zu inszenieren.

## Handlung
Der Film zeigt die melodramatische und tragisch endende Geschichte um eine alternde ehemalige Varietésängerin, die unglücklich mit einem Adligen verheiratet ist, einem Schürzenjäger und Ehebrecher.

## Hintergrund
- Die Produktion von Lord Camber’s Ladies stand unter dem Einfluss des stetig sich verschlechternden Verhältnisses zwischen Alfred Hitchcock und der Produktionsgesellschaft British International Pictures (BIP), bei der Hitchcock zu dem Zeitpunkt als Regisseur noch unter Vertrag stand: Wunschprojekte Hitchcocks wurden nicht realisiert, Hitchcock wurde gezwungen, für ihn uninteressante Stoffe zu verfilmen und litt unter Einmischungen in seine Arbeit. So erklärte sich Hitchcock bereit, einen Film selbst zu produzieren. Nicht geklärt scheint, ob er den Film ursprünglich selbst inszenieren wollte oder von Anfang an nur als Produzent eingeplant war.
- Lord Camber’s Ladies war ein sogenanntes Quota-Quickie. Damit bezeichnete man englische Filme, die – häufig von amerikanischen Produktionsgesellschaften in Auftrag gegeben – billig und schnell heruntergedreht wurden, um eine gesetzliche Quote zu erfüllen respektive zu umgehen, die ab 1927 galt, um die einheimische Filmindustrie zu fördern und gegenüber der Dominanz amerikanischer Filme zu protegieren.
- Hitchcock besetzte Hauptrolle und Regie mit persönlichen Freunden. Die Freundschaft zum Regisseur Benn W. Levy ging ausgerechnet deshalb zu Bruch, weil Hitchcock – der bei BIP selbst unter Einmischungen gelitten hatte – sich erlaubte, den Regisseur zu kritisieren, und ihm Ratschläge und Anweisungen zu geben, was dieser nicht akzeptierte und damit wiederum Hitchcock beleidigte.
- Der Hauptdarsteller Gerald du Maurier war der Vater der Schriftstellerin Daphne du Maurier, von deren Geschichten Hitchcock drei verfilmte. Auch die Freundschaft zu ihm ging früh zu Ende, als ihn Hitchcock aus Scherz zu einem peinlichen Auftritt veranlasste, indem er ihn zu einem angeblichen „Kostümball“ einlud, wobei du Maurier dann der einzige Gast war, der verkleidet erschien.
- Clare Greet war in insgesamt fünf Filmen Hitchcocks zu sehen, in Der Weltmeister, Der Mann von der Insel Man, Mord – Sir John greift ein!, Sabotage und Riff-Piraten.
- Lord Camber’s Ladies war Hitchcocks letzte Arbeit für British International Pictures.